# Новопланівський міст
Новопла́нівський міст — автомобільний міст у Кам'янці-Подільському. Проліг через річку Смотрич. З'єднує мікрорайони Старе місто та Новий план.

## Історія
1864 року проект мосту розробив губернський архітектор — академік архітектури Олександр Песке. Закладено 12 (24) червня 1864 року. Постійний нагляд за будівництвом мосту здійснював інженер-капітан Яків Костинецький. Урочисто відкрито 19 (31) січня 1874 року.
Міст спочатку називався «Новим». 1902 року газета «Подолия» писала: «Новий міст до того забруднений гноєм і землею, що навіть при порівняно невеликому дощі на ньому утворюються непрохідні калюжі грязюки».
3 липня 1941 року німецька бомба пробила дерев'яний настил мосту й вибухнула в Смотричі. Висаджено в повітря 9 липня 1941 року радянськими військами при відступі з міста. Зруйнований Новопланівський міст зображено на акварелі заслуженого художника РРФСР Віталія Давидова (1945). Відновлено в 1947—1949 роках.
У жовтні 2005 року розпочато реконструкцію мосту (роботи було розраховано на півроку). Урочисто відкрито рух 18 травня 2006 року.

## Основні відомості
Довжина мосту 136 м, висота 38 м. Стоїть на 6 кам'яних биках. Спочатку називався Новим.
Міст — пам'ятка містобудування та архітектури місцевого значення (ухвала Хмельницького облвиконкому від 4 вересня 1982 року).
Біля мосту є кам'яні сходи, які ведуть в долину Смотрича. Біля мосту також є водоспад — безіменний струмок падає з висоти 27 м.

## Світлини

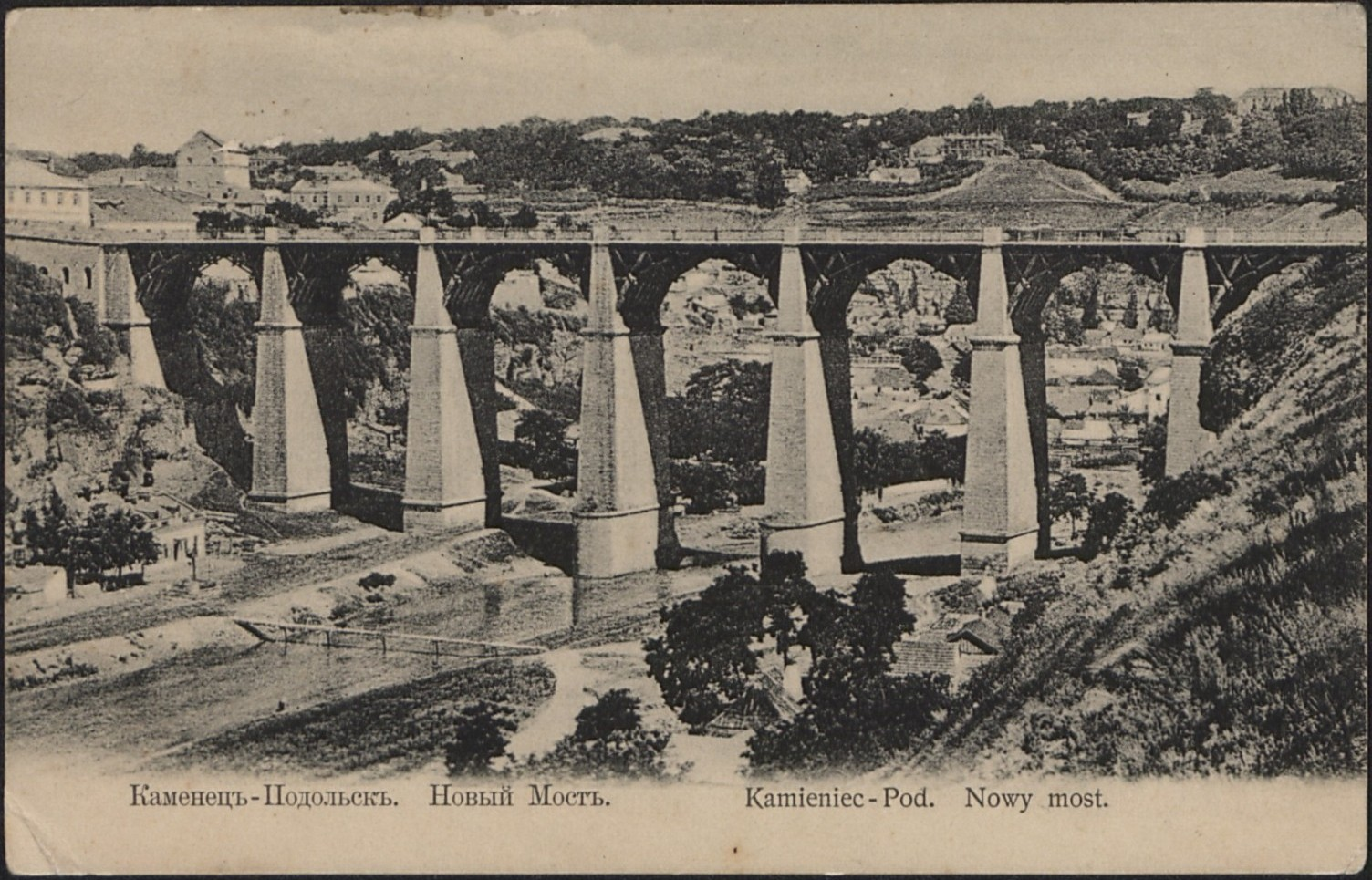
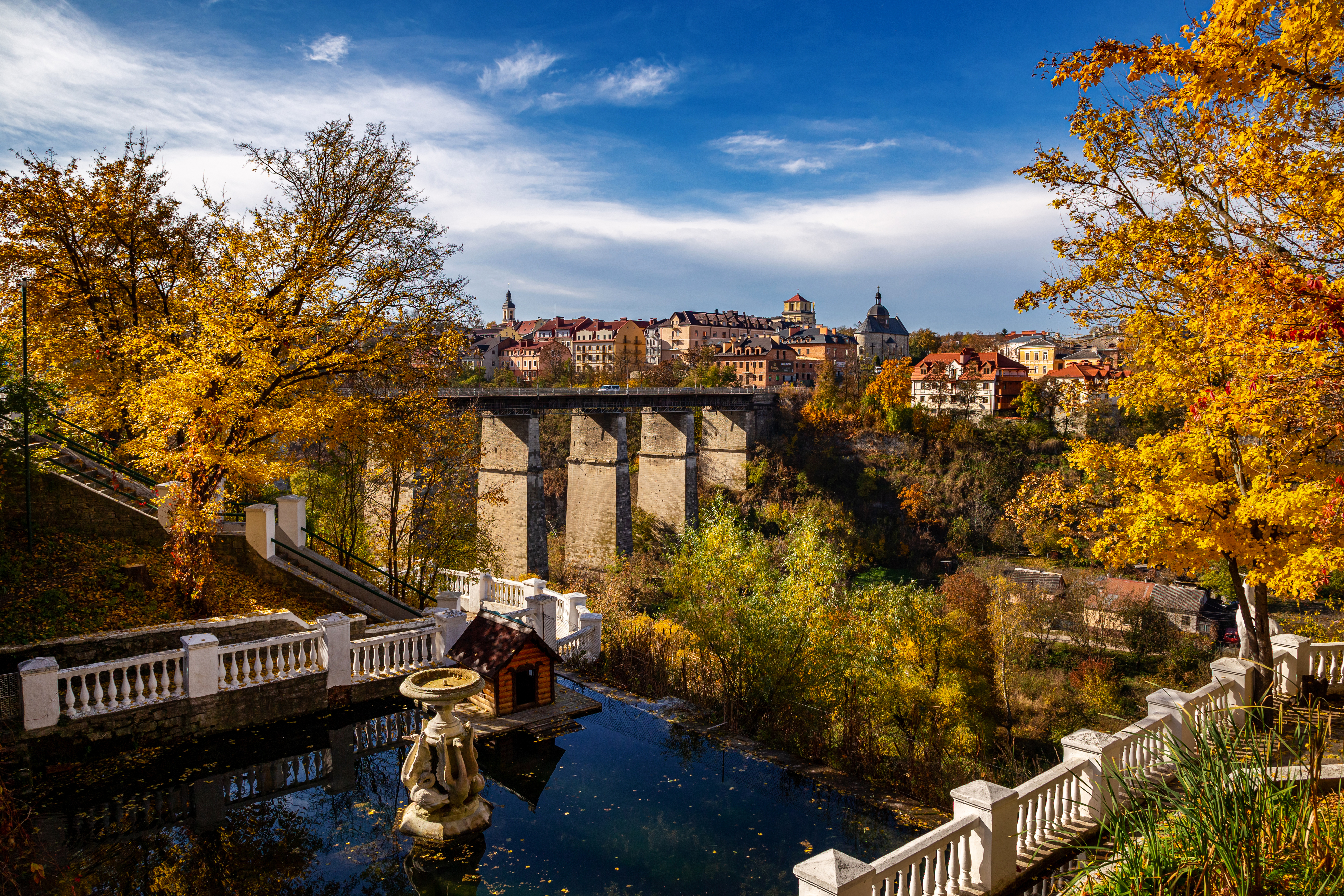
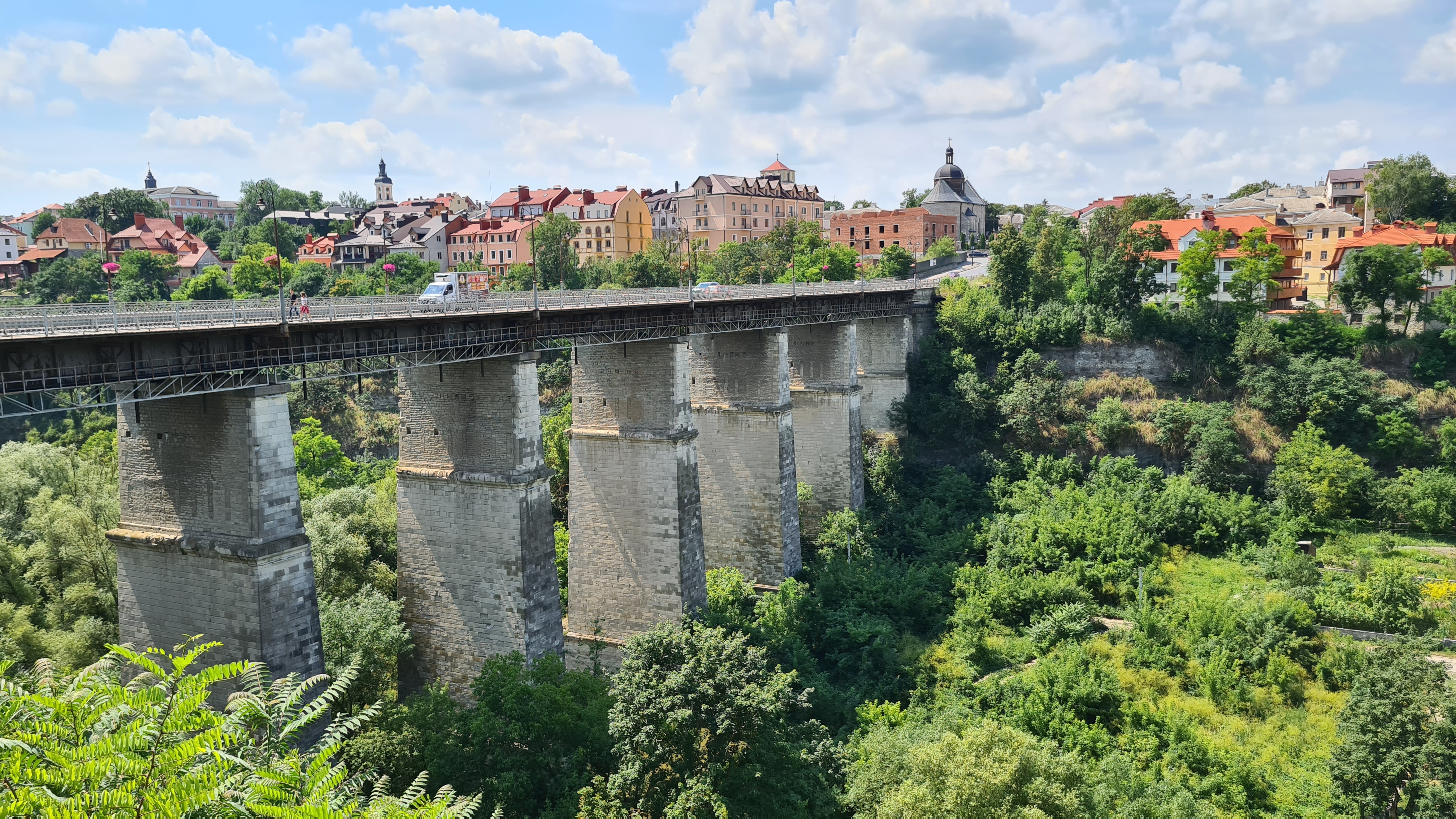
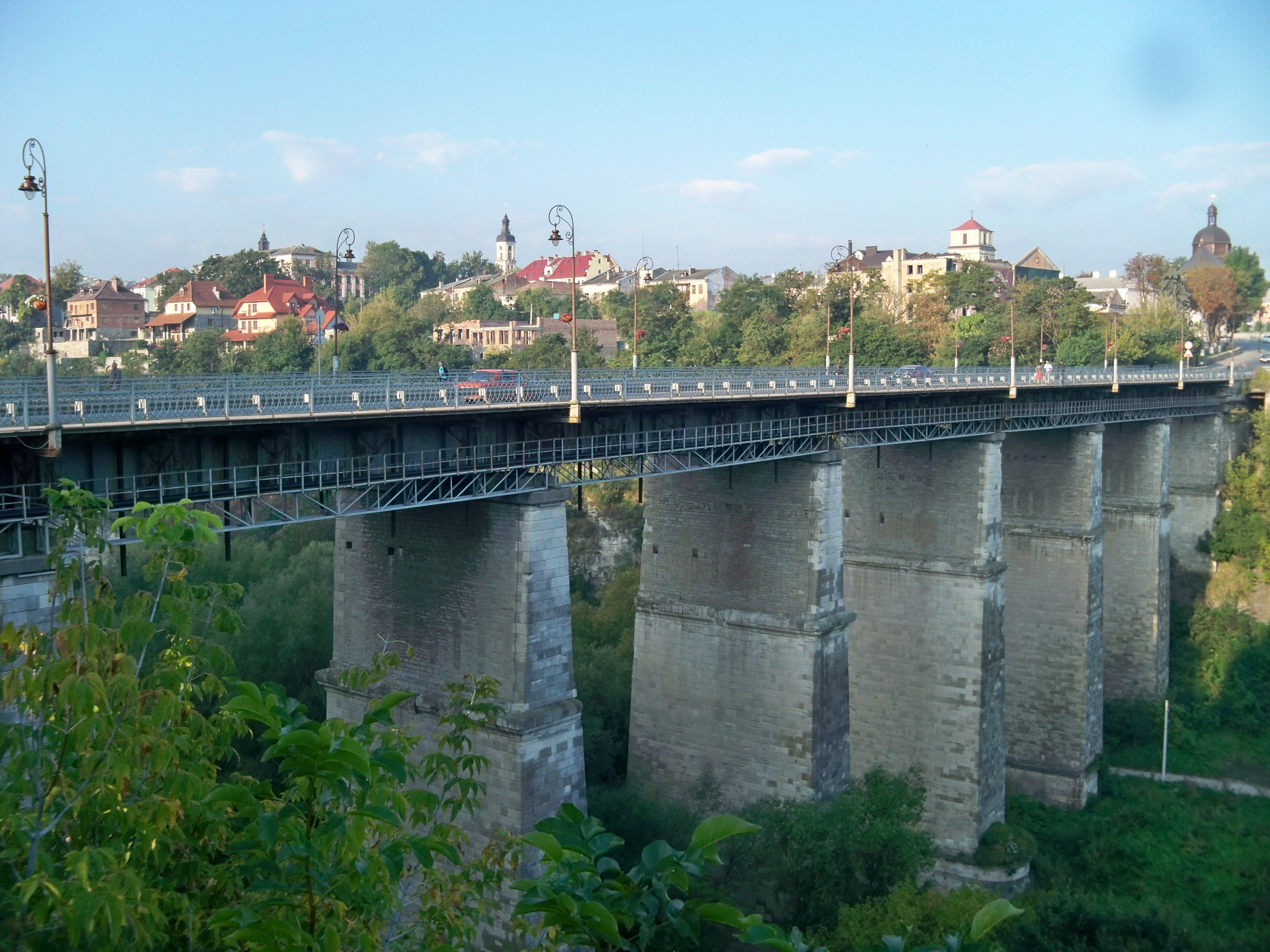
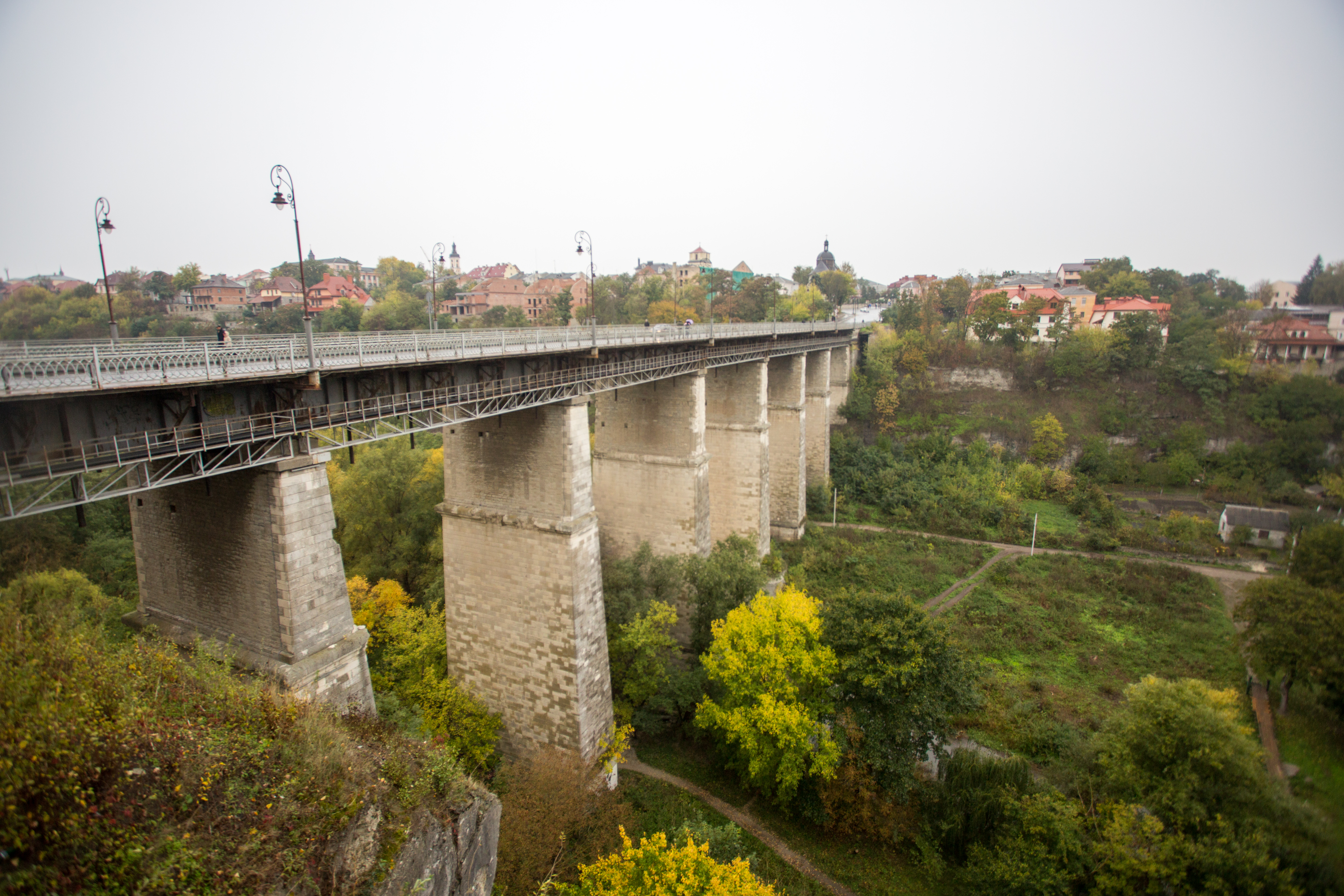
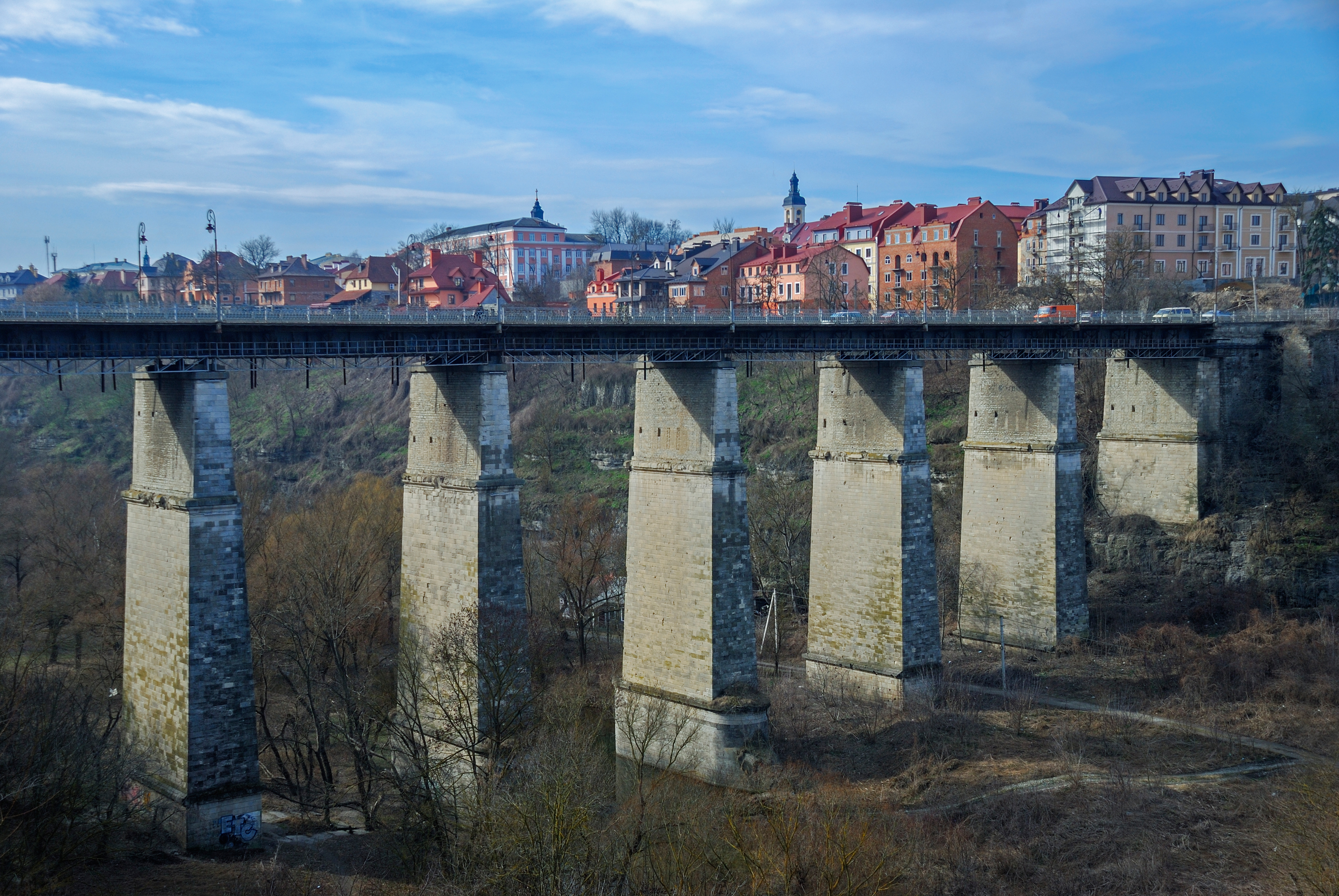
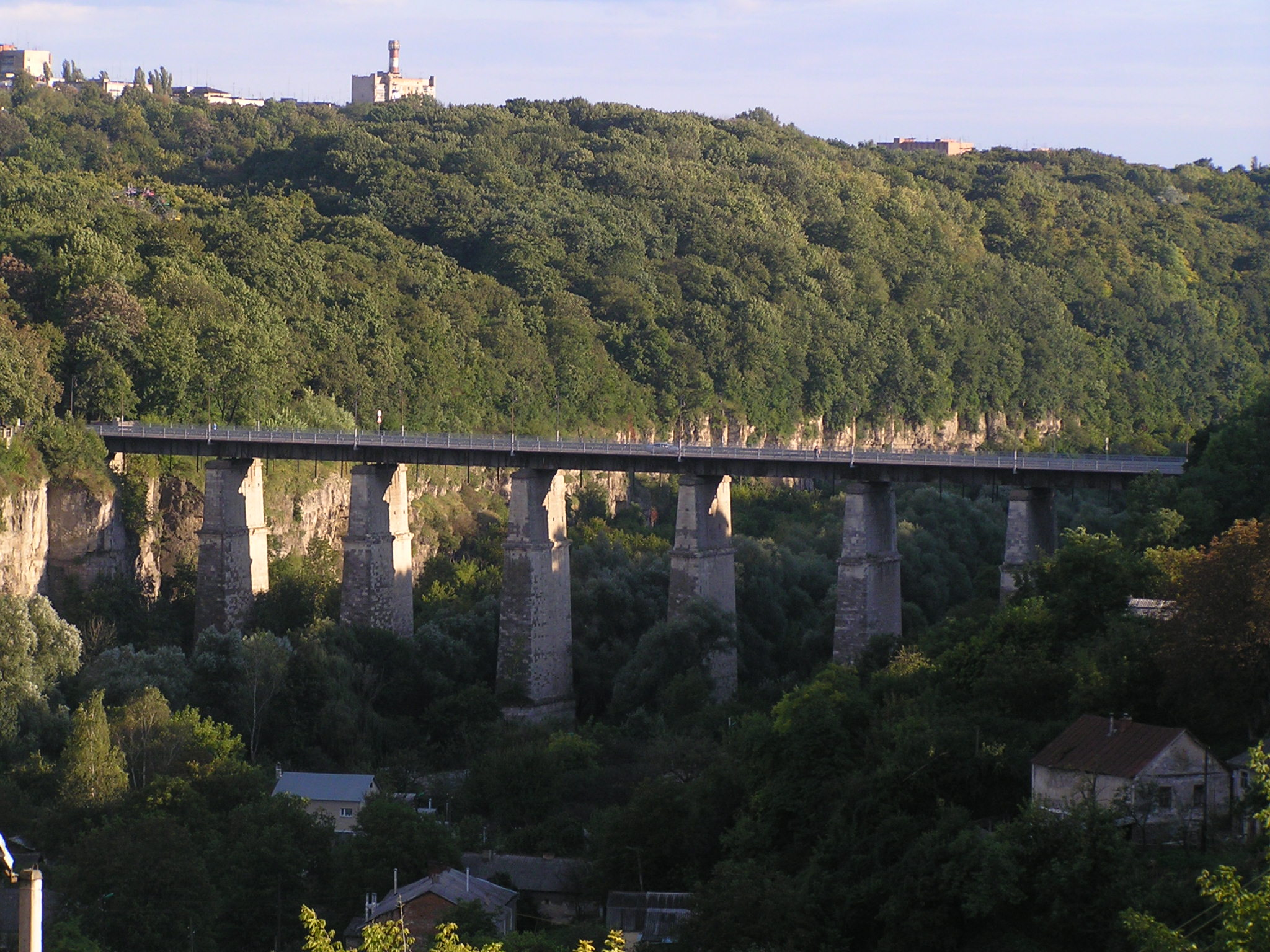
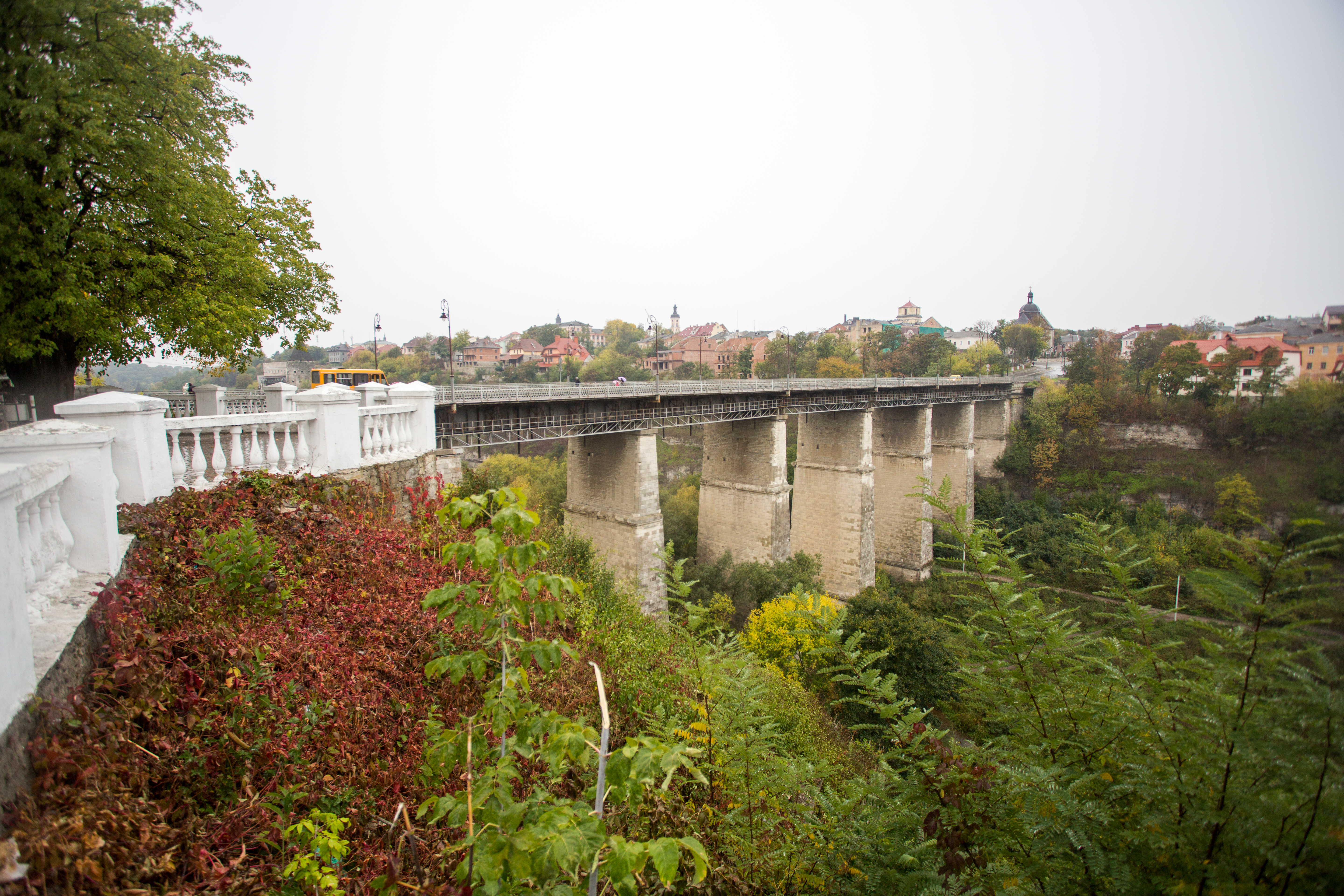
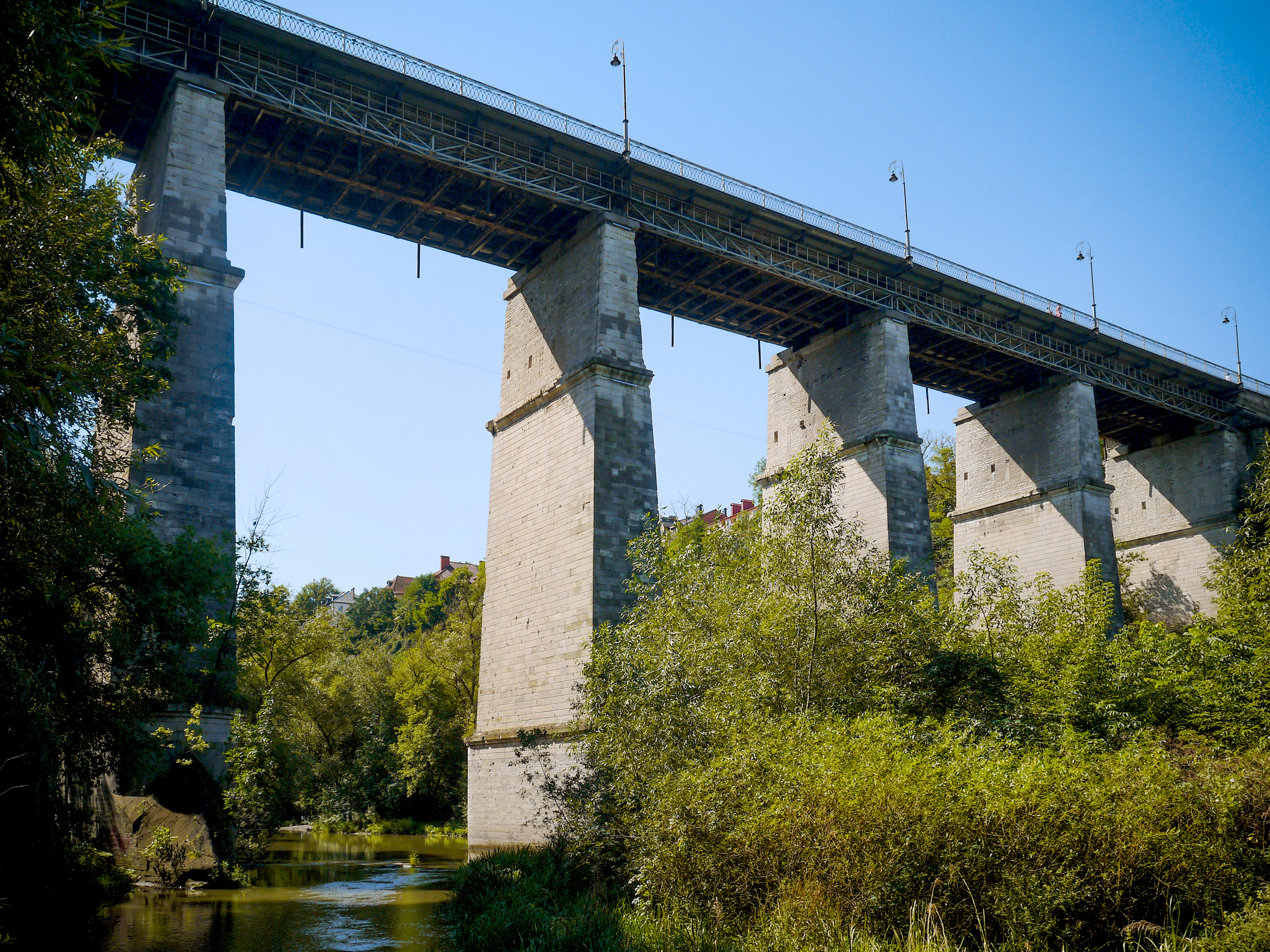
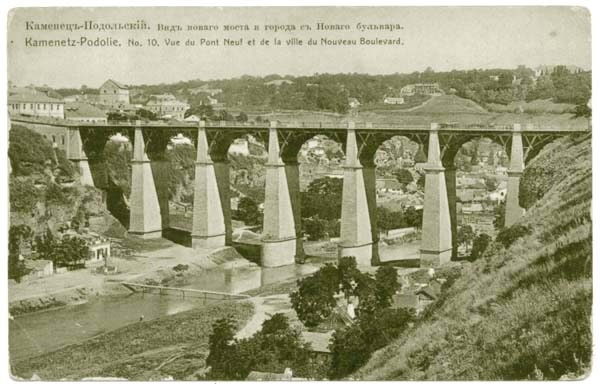